# 高墩桥
31°35′07″N 120°18′06″E / 31.58534°N 120.30174°E
高墩桥，是位于中华人民共和国江苏省无锡市梁溪区的一座大桥，跨京杭大运河支流、无锡环城河。

## 特点
高墩桥因位于工艺路高墩上而名。1999年，无锡市进行县前街景观规划工程，将县前街道路拓宽，高墩桥连接县前东街，跨古运河及工艺路，与兴源中路连接。2002年改建连接通江立交桥。2005年，无锡市政设施建设工程总公司完成“二路三桥”养护项目（盛岸西路、梁清路、庆丰桥、工运桥、高墩桥），荣获2005-2006年度江苏省“优质养护片”荣誉称号。